# Marlies Smulders
Marlies Jeannette Fransisca Smulders (* 22. Februar 1982 in Amstelveen) ist eine ehemalige niederländische Ruderin, die zwei olympische Medaillen im Achter gewann.

## Sportliche Karriere
Marlies Smulders vom Amsterdamer Ruderclub RV Skøll belegte bei den Junioren-Weltmeisterschaften 2000 den vierten Platz mit dem Doppelvierer. 2002 erreichte sie bei den Weltmeisterschaften in der Erwachsenenklasse das B-Finale im Doppelvierer und belegte in der Gesamtwertung den achten Platz. 2003 fuhr der Doppelvierer auf den neunten Platz. Auch die Weltcup-Saison 2004 begann Marlies Smulders im Doppelvierer, mit dem sie in den ersten beiden Weltcup-Regatten das A-Finale erreichte. Bei der dritten Regatta ruderte sie mit dem niederländischen Achter auf den zweiten Platz hinter dem US-Boot. Bei den Olympischen Spielen 2004 siegten die Rumäninnen, hinter dem US-Achter gewannen die Niederländerinnen die Bronzemedaille in der Besetzung Froukje Wegman, Marlies Smulders, Nienke Hommes, Hurnet Dekkers, Annemarieke van Rumpt, Annemiek de Haan, Sarah Siegelaar, Helen Tanger und Steuerfrau Ester Workel. 
In den nächsten zwei Jahren ruderte Marlies Smulders im Weltcup in verschiedenen Bootsklassen, gehörte aber nicht zur Achter-Crew bei Weltmeisterschaften. Erst 2007 saß sie wieder im niederländischen Achter, der bei den Weltmeisterschaften 2007 das B-Finale gewann und damit in der Gesamtwertung den siebten Platz erreichte. 2008 fuhr der Achter bei den Olympischen Spielen ins A-Finale und gewann dort hinter dem US-Boot die Silbermedaille mit drei Hundertstelsekunden Vorsprung auf das rumänische Boot. Die Besatzung des niederländischen Achters von 2008 bestand aus Femke Dekker, Marlies Smulders, Nienke Kingma, Roline Repelaer van Driel, Annemarieke van Rumpt, Helen Tanger, Sarah Siegelaar, Annemiek de Haan und Ester Workel.